# Isomérie nucléaire
Cet article concerne l'isomérie en physique nucléaire. Pour l'isomérie en chimie organique, voir Isomérie.
| Isomère | Énergie d'excitation | Période | Spin  |
| ------- | -------------------- | ------- | ----- |
| 179Ta   | 0,0 keV              | 1,82 an | 7/2+  |
| 179m1Ta | 30,7 keV             | 1,42 µs | 9/2-  |
| 179m2Ta | 520,2 keV            | 335 ns  | 1/2+  |
| 179m3Ta | 1 252,6 keV          | 322 ns  | 21/2- |
| 179m4Ta | 1 317,3 keV          | 9,0 ms  | 25/2+ |
| 179m5Ta | 1 327,9 keV          | 1,6 µs  | 23/2- |
| 179m6Ta | 2 639,3 keV          | 54,1 ms | 37/2+ |

Un isomère nucléaire est un état d'excitation métastable d'un noyau atomique, de demi-vie au moins environ une nanoseconde,. Son état énergétique est caractérisé par un spin et une énergie d'excitation particulière, et résulte la plupart du temps d'une désintégration radioactive. Il se distingue notamment de l’état correspondant au niveau d'énergie nucléaire le plus bas, appelé état fondamental, dans lequel on trouve naturellement tous les nucléides.
Au sens de l'IUPAC, deux nucléides d'un même élément chimique sont ainsi dits isomères nucléaire s'ils appartiennent au même isotope, mais que leurs noyaux sont dans un état énergétique différent.
On note les isomères nucléaires en adjoignant la lettre « m » — pour « métastable » — à l'isotope considéré : ainsi l'aluminium 26, dont le niveau fondamental a un spin 5+ et est radioactif avec une période de 717 000 ans, possède un isomère, noté 26mAl, caractérisé par un spin 0+, une énergie d'excitation de 6 345,2 keV et une période de 6,35 secondes.
S'il existe plusieurs niveaux d'excitation pour cet isotope, on note chacun d'eux en faisant suivre la lettre « m » par un numéro d'ordre, ainsi les isomères du tantale 179 présentés dans le tableau ci-contre.
Un isomère nucléaire retombe à son état fondamental en subissant une transition isomérique, qui se traduit par l'émission de photons énergétiques, rayons X ou rayons γ, correspondant à l'énergie d'excitation.

## Isomères nucléaires d'intérêt particulier
Certains isomères nucléaires sont particulièrement remarquables :
- Le technétium 99m est très utilisé en médecine pour son émission de photons de 140 keV correspondant aux rayons γ employés usuellement en radiologie.
- L'hafnium 178m2 est à la fois très énergétique et plutôt stable, avec une période de 31 ans ; selon certains scientifiques, sa transition isomérique pourrait être déclenchée par un rayonnement X incident, ce qui ouvrirait la voie à une méthode de stockage à très haute densité d'énergie, ainsi qu'à la réalisation d'armes de destruction massive compactes de nouvelle génération.
- Le tantale 180m1 a la particularité d'être stable sur au moins 1015 ans, ce qui est d'autant plus remarquable que l'état fondamental de l'isotope 180Ta est, au contraire, très instable : le 180mTa est le seul isomère nucléaire présent dans le milieu naturel ; le mécanisme de sa formation dans les supernovas est d'ailleurs assez énigmatique.
- Le thorium 229m est peut-être l'isomère connu ayant la plus faible énergie d'excitation, à peine quelques électron-volts : cette énergie est si faible qu'elle est difficilement mesurable, l'estimation consensuelle la situant vers 7,6 ± 0,5 eV[4]. Cela correspond à des photons dans l'ultraviolet, et s'il était possible d'exciter l'isotope 229Th avec un laser ultraviolet de longueur d'onde adéquate, cela rendrait possible la réalisation de batteries à haute densité d'énergie, voire d'horloges nucléaires de précision.

- L'américium 242m est, comme le tantale 180m1, plus stable que son état fondamental ; sa masse critique de quelques kilogrammes en ferait un possible combustible nucléaire pour des applications spatiales de propulsion par fragments de fission.

## Isomères de fission
Outre l'isomérie nucléaire résultant d'une énergie d'excitation qui modifie la distribution des nucléons sur les couches nucléaires, il existe une isomérie de forme, dite « de fission », définie par une conformation particulière des gros noyaux atomiques s'écartant sensiblement d'une géométrie sphérique : ils adoptent une forme sphéroïde oblate ou prolate selon les cas, avec des rapports entre diamètre et axe de symétrie pouvant dépasser 1:2.
À la différence des isomères excités, les isomères de fission peuvent se résorber autrement qu'à travers un rayonnement γ : la déformation excessive du noyau peut en effet aboutir à sa fission.
On note ces isomères de fission avec la lettre « f » plutôt que « m », comme l'isomère 242fAm, distinct de l'isomère 242mAm.